# Silvia Sperber-Seiderer
Silvia Sperber-Seiderer (* 9. Februar 1965 in Erpfting, Bayern als Silvia Sperber) ist eine ehemalige  deutsche Sportschützin und Olympiasiegerin 1988.

## Karriere
Die Schützin von den Königsschützen Penzing gewann 1981 die Junioreneuropameisterschaft mit dem Kleinkalibergewehr im Dreistellungskampf. Im Jahr darauf siegte sie mit der deutschen Mannschaft bei der Junioren-Europameisterschaft mit dem Luftgewehr, mit dem Kleinkalibergewehr belegte sie den zweiten Platz in der Mannschaftswertung und den dritten Platz in der Einzelwertung. 1983 nahm sie an der Weltmeisterschaft in der Erwachsenenklasse teil, mit dem Luftgewehr belegte sie den dritten Platz in der Einzelwertung und gewann zusammen mit Ulrike Holmer und Sigrid Lang den Weltmeistertitel mit der Mannschaft. Bei den Olympischen Spielen 1984 in Los Angeles erreichte sie mit dem Luftgewehr den elften Platz und zog sich danach aus Enttäuschung vom internationalen Wettkampfsport zurück.
1987 kehrte Silvia Sperber zurück und erzielte 1988 beim vorolympischen Weltcup in Moskau mit 399 Ringen einen Weltrekord mit dem Luftgewehr. Bei den Olympischen Spielen 1988 in Seoul lag Silvia Sperber nach der Qualifikation mit dem Luftgewehr auf dem siebten Platz, schoss aber im Finaldurchgang mit 104,5 Ringen die beste Serie. Dadurch rückte sie auf den zweiten Platz hinter der Weißrussin Iryna Schylawa. Drei Tage später zog Silvia Sperber mit vier Ringen Vorsprung in das Finale des Dreistellungskampfes mit dem Kleinkalibergewehr ein, die bulgarische Weltrekordlerin Wessela Letschewa zeigte als Sechste der Qualifikation zwar die mit Abstand beste Leistung im Finale, Silvia Sperber behielt aber am Ende immer noch zwei Ringe Vorsprung und gewann die Goldmedaille vor Letschewa.
1989 gewann Silvia Sperber mit der Mannschaft die Silbermedaille bei der Europameisterschaft mit dem Kleinkalibergewehr, 1991 belegte sie den dritten Platz. Bei ihrer dritten Olympiateilnahme 1992 in Barcelona verpasste die Verwaltungs-Angestellte Sperber mit dem Luftgewehr als Neunte nur knapp die Finalteilnahme. Nunmehr verheiratet, gewann sie 1995 als Silvia Sperber-Seiderer mit dem Kleinkalibergewehr die Mannschaftseuropameisterschaft zusammen mit Kirsten Obel und Petra Horneber.
Bereits 1984 wurde sie unter dem Namen Sperber mit dem Silbernen Lorbeerblatt ausgezeichnet.